# 무라카미 시게요시
무라카미 시게요시(村上重良, 1928년 10월 10일 ~ 1991년 2월 11일)는 일본의 종교학자이다.

## 생애
1928년 도쿄에서 출생했다. 1952년 도쿄대학 문학부 종교학 종교사학과를 졸업했다. 도쿄대학 강사, 류타니(龍谷)대학 강사를 거쳐 현재 게이오(慶應)대학 강사를 역임했다. 일본의 종교, 특히 국가신도, 신종교, 현대의 종교 문제 등의 연구로 알려져 있다.

## 저서
- ≪일본의 종교≫
- ≪세계의 종교≫(이와나미 주니어신서)
- ≪국가신도≫
- ≪위령과 초혼≫
- ≪천황의 제사≫(이상 이와나미신서)
- ≪일본종교사전≫